# Satyros z Paros

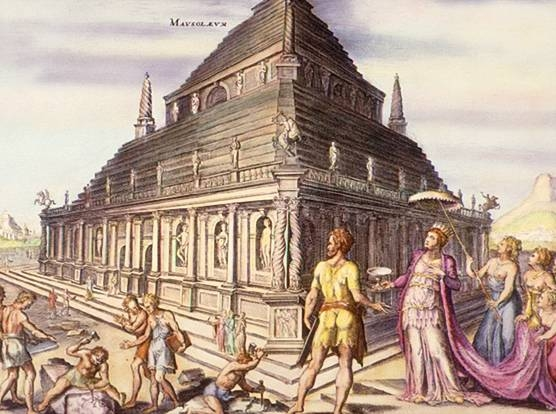
Rekonstrukcja mauzoleum w Halikarnasie

Satyros (IV w. p.n.e.) – starożytny grecki architekt. Razem z Pythysem zaprojektował i zbudował mauzoleum króla Mauzolosa uznawane za jeden z siedem cudów świata.